# Aspilatopsis
Aspilatopsis is een geslacht van vlinders van de familie spanners (Geometridae), uit de onderfamilie Ennominae.

## Soorten
- A. alicata Felder, 1874
- A. amtennaria Guenée, 1857
- A. carneata Warren, 1904
- A. gloriola Prout, 1913
- A. johnstonei Prout, 1938
- A. lacuum Prout, 1938
- A. nipholibes Prout, 1938
- A. punctata Warren, 1897
- A. rufaria Warren, 1909
- A. simonsi Prout, 1938
- A. somereni Prout, 1926
- A. soni Prout, 1938
- A. tenoris Prout
- A. unilineata Warren, 1897